# Liste der Kulturdenkmäler in Darmstadt/Darmstadt Ost
Die folgende Liste enthält die in der Denkmaltopographie ausgewiesenen Kulturdenkmäler auf dem Gebiet  der  Stadt Darmstadt, Hessen.
Hinweis: Die Reihenfolge der Denkmäler in dieser Liste orientiert sich zunächst an Stadtteilen und anschließend der Anschrift, alternativ ist sie auch nach der Bezeichnung, der vom Landesamt für Denkmalpflege vergebenen Nummer oder der Bauzeit sortierbar.
Kulturdenkmäler werden fortlaufend im Denkmalverzeichnis des Landes Hessen durch das Landesamt für Denkmalpflege Hessen auf Basis des Hessischen Denkmalschutzgesetzes (HDSchG) geführt. Die Schutzwürdigkeit eines Kulturdenkmals hängt nicht von der Eintragung in das Denkmalverzeichnis des Landes Hessen oder der Veröffentlichung in der Denkmaltopographie ab.

Diese Teilliste umfasst die Kulturdenkmäler im Stadtbereich Darmstadt Ost.

## Kulturdenkmäler nach Stadtbereichen

### Darmstadt Ost

#### Alter Friedhof
| Bild                                                            | Bezeichnung                                                      | Lage                                                                                        | Beschreibung                                        | Bauzeit | Objekt-Nr. |
| --------------------------------------------------------------- | ---------------------------------------------------------------- | ------------------------------------------------------------------------------------------- | --------------------------------------------------- | ------- | ---------- |
| weitere Bilder                                                  | Alter Friedhof                                                   | Alter Darmstädter Friedhof, Herdweg 107, 105 LageFlur: 8, Flurstück: 204, 205, 208, 209     | Sachgesamtheit                                      | ab 1828 | 8871 DDB   |
| Direkt Bild zu diesem Denkmal hochladen                         | Grabmal Heinrich Hoffmann                                        | Alter Darmstädter Friedhof I A 5 Flur: 8, Flurstück: 208                                    |                                                     |         | 8893 DDB   |
| Grabmal Louise Büchner                                          | Grabmal Louise Büchner                                           | Alter Darmstädter Friedhof I A 16 Flur: 8, Flurstück: 208                                   |                                                     |         | 8894 DDB   |
| Direkt Bild zu diesem Denkmal hochladen                         | Grabmal Justus Kahlert                                           | Alter Darmstädter Friedhof I A 54 Flur: 8, Flurstück: 208                                   |                                                     |         | 8895 DDB   |
| Direkt Bild zu diesem Denkmal hochladen                         | Grabmal Heidenreich/Siebold                                      | Alter Darmstädter Friedhof I A 58/59 Flur: 8, Flurstück: 208                                |                                                     |         | 8896 DDB   |
| Direkt Bild zu diesem Denkmal hochladen                         | Grabmal Jäger                                                    | Alter Darmstädter Friedhof I A 60 Flur: 8, Flurstück: 208                                   |                                                     |         | 8897 DDB   |
| Direkt Bild zu diesem Denkmal hochladen                         | Grabmal Keller                                                   | Alter Darmstädter Friedhof I A 63/63a Flur: 8, Flurstück: 208                               |                                                     |         | 8899 DDB   |
| Grabmal Johann Baptist Scholl d. Ä./Johann Baptist Scholl d. J. | Grabmal Johann Baptist Scholl d. Ä./Johann Baptist Scholl d. J.  | Alter Darmstädter Friedhof I B 105 Flur: 8, Flurstück: 208                                  |                                                     |         | 8898 DDB   |
| Direkt Bild zu diesem Denkmal hochladen                         | Galvano-Engel                                                    | Alter Darmstädter Friedhof I B 106 Flur: 8, Flurstück: 208                                  |                                                     |         | 8901 DDB   |
| Direkt Bild zu diesem Denkmal hochladen                         | Grabmal Familie Rückert                                          | Alter Darmstädter Friedhof I B 126 Flur: 8, Flurstück: 208                                  |                                                     |         | 8900 DDB   |
| Direkt Bild zu diesem Denkmal hochladen                         | Grabmal Eberle                                                   | Alter Darmstädter Friedhof I C 8 Flur: 8, Flurstück: 208                                    |                                                     |         | 926337 DDB |
| Direkt Bild zu diesem Denkmal hochladen                         | Grabmal Ludwig Habich                                            | Alter Darmstädter Friedhof I D 121a Flur: 8, Flurstück: 208                                 |                                                     |         | 8902 DDB   |
| Direkt Bild zu diesem Denkmal hochladen                         | Grabmal Reuling                                                  | Alter Darmstädter Friedhof I E 35 Flur: 8, Flurstück: 208                                   |                                                     |         | 8903 DDB   |
| Direkt Bild zu diesem Denkmal hochladen                         | Grabmal Ernst Zimmermann                                         | Alter Darmstädter Friedhof I E 121 Flur: 8, Flurstück: 208                                  |                                                     |         | 8904 DDB   |
| Direkt Bild zu diesem Denkmal hochladen                         | Grabmal Heinz Heim                                               | Alter Darmstädter Friedhof I E 146 Flur: 8, Flurstück: 208                                  |                                                     |         | 926338 DDB |
| Direkt Bild zu diesem Denkmal hochladen                         | Grabmal Passet                                                   | Alter Darmstädter Friedhof I E 266 (Rückseite I E 243) Flur: 8, Flurstück: 208              |                                                     |         | 8905 DDB   |
| weitere Bilder                                                  | Ehrenmal 1870/71                                                 | Alter Darmstädter Friedhof I F LageFlur: 8, Flurstück: 208                                  |                                                     |         | 12595 DDB  |
| Direkt Bild zu diesem Denkmal hochladen                         | Grabmal Gansert                                                  | Alter Darmstädter Friedhof I F 7 Flur: 8, Flurstück: 208                                    |                                                     |         | 12596 DDB  |
| Direkt Bild zu diesem Denkmal hochladen                         | Grabmal Gustav Hickler                                           | Alter Darmstädter Friedhof I F 35 Flur: 8, Flurstück: 208                                   |                                                     |         | 8908 DDB   |
| weitere Bilder                                                  | Grabmal Friedrich Weidig                                         | Alter Darmstädter Friedhof I F 141b Flur: 8, Flurstück: 208                                 |                                                     |         | 8909 DDB   |
| Direkt Bild zu diesem Denkmal hochladen                         | Sandsteingrabmal                                                 | Alter Darmstädter Friedhof I G 47 Flur: 8, Flurstück: 208                                   |                                                     |         | 12603 DDB  |
| Direkt Bild zu diesem Denkmal hochladen                         | Grabmal Valentin Eurich                                          | Alter Darmstädter Friedhof I G 58 Flur: 8, Flurstück: 208                                   | stehende Frauenfigur aus weißem Marmor              | 1880    | 8912 DDB   |
| Direkt Bild zu diesem Denkmal hochladen                         | Grabmal Bader                                                    | Alter Darmstädter Friedhof I G 97 Flur: 8, Flurstück: 208                                   | mannshoher Bildstock aus gelbem Sandstein           | 1851    | 8911 DDB   |
| Direkt Bild zu diesem Denkmal hochladen                         | Grabmal Julius Glückert                                          | Alter Darmstädter Friedhof I G 101 Flur: 8, Flurstück: 208                                  | Entwurf von Joseph Maria Olbrich                    |         | 8914 DDB   |
| Direkt Bild zu diesem Denkmal hochladen                         | Grabmal Burghardt und Schmitt                                    | Alter Darmstädter Friedhof I G 104 Flur: 8, Flurstück: 208                                  |                                                     |         | 8913 DDB   |
| Direkt Bild zu diesem Denkmal hochladen                         | Grabmal Schaubach                                                | Alter Darmstädter Friedhof I G 229 Flur: 8, Flurstück: 208                                  |                                                     |         | 8915 DDB   |
| Direkt Bild zu diesem Denkmal hochladen                         | Grabmal Jungmann                                                 | Alter Darmstädter Friedhof I H 19 Flur: 8, Flurstück: 208                                   |                                                     |         | 8916 DDB   |
| Direkt Bild zu diesem Denkmal hochladen                         | Grabmal Heinrich Felsing                                         | Alter Darmstädter Friedhof I H 23 Flur: 8, Flurstück: 208                                   |                                                     |         | 8917 DDB   |
| weitere Bilder                                                  | Grabmal Ernst Elias Niebergall                                   | Alter Darmstädter Friedhof I H 58 Flur: 8, Flurstück: 208                                   |                                                     |         | 8918 DDB   |
| Direkt Bild zu diesem Denkmal hochladen                         | Grabmal Darmstädter                                              | Alter Darmstädter Friedhof I H59 Flur: 8, Flurstück: 208                                    |                                                     |         | 8919 DDB   |
| Direkt Bild zu diesem Denkmal hochladen                         | Grabmal Ernst Emil Hoffmann                                      | Alter Darmstädter Friedhof I H 62 Flur: 8, Flurstück: 208                                   |                                                     |         | 8920 DDB   |
| Direkt Bild zu diesem Denkmal hochladen                         | Grabmal Fuhr                                                     | Alter Darmstädter Friedhof I H 85 Flur: 8, Flurstück: 208                                   |                                                     |         | 8921 DDB   |
| Grabmal von Herff                                               | Grabmal von Herff                                                | Alter Darmstädter Friedhof III A 1 LageFlur: 8, Flurstück: 208                              | Mausoleum aus dem Jahre 1929                        | 1929    | 8936 DDB   |
| Direkt Bild zu diesem Denkmal hochladen                         | Grabmal Gehbauer                                                 | Alter Darmstädter Friedhof III A 7 Flur: 8, Flurstück: 208                                  |                                                     |         | 8937 DDB   |
| Direkt Bild zu diesem Denkmal hochladen                         | Grabmal Marie Merck                                              | Alter Darmstädter Friedhof III C 97 Flur: 8, Flurstück: 208                                 |                                                     |         | 8938 DDB   |
| weitere Bilder                                                  | Grabmal Friedrich von Flotow                                     | Alter Darmstädter Friedhof III E 42–44 LageFlur: 8, Flurstück: 208                          |                                                     |         | 8939 DDB   |
| Direkt Bild zu diesem Denkmal hochladen                         | Grabmal Kloß-Rubin                                               | Alter Darmstädter Friedhof III E 129 Flur: 8, Flurstück: 208                                |                                                     |         | 8940 DDB   |
| Direkt Bild zu diesem Denkmal hochladen                         | Grabmal Venuleth/Ellenberger                                     | Alter Darmstädter Friedhof III F 101 Flur: 8, Flurstück: 208                                |                                                     |         | 926340 DDB |
| Direkt Bild zu diesem Denkmal hochladen                         | Grabmal Familie Nold                                             | Alter Darmstädter Friedhof III G 64/65 Flur: 8, Flurstück: 208                              |                                                     | 1896    | 8941 DDB   |
| Direkt Bild zu diesem Denkmal hochladen                         | Grabmal Karl Vogel                                               | Alter Darmstädter Friedhof III H 4 Flur: 8, Flurstück: 208                                  |                                                     | 1887    | 12601 DDB  |
| Direkt Bild zu diesem Denkmal hochladen                         | Grabmal Dambmann                                                 | Alter Darmstädter Friedhof III H 96 Flur: 8, Flurstück: 208                                 |                                                     | 1883    | 8943 DDB   |
| Direkt Bild zu diesem Denkmal hochladen                         | Grabmal Theodora Krauter                                         | Alter Darmstädter Friedhof III J 165a Flur: 8, Flurstück: 208                               | galvanoplastischer Engel auf schwarzem Marmorsockel |         | 8945 DDB   |
| Direkt Bild zu diesem Denkmal hochladen                         | Grabmal Walter                                                   | Alter Darmstädter Friedhof III K 64 Flur: 8, Flurstück: 208                                 |                                                     |         | 8944 DDB   |
| Direkt Bild zu diesem Denkmal hochladen                         | Grabmal Thaler                                                   | Alter Darmstädter Friedhof III L 15 Flur: 8, Flurstück: 208                                 |                                                     |         | 8946 DDB   |
| Direkt Bild zu diesem Denkmal hochladen                         | Grabmal von Stülpnagel                                           | Alter Darmstädter Friedhof III L 94 Flur: 8, Flurstück: 208                                 |                                                     |         | 8947 DDB   |
| Direkt Bild zu diesem Denkmal hochladen                         | Grabmal Otto und Lilli Wolfskehl                                 | Alter Darmstädter Friedhof III L 96 Flur: 8, Flurstück: 208                                 |                                                     |         | 8948 DDB   |
| Direkt Bild zu diesem Denkmal hochladen                         | Grabmal Schwarz                                                  | Alter Darmstädter Friedhof III M 73 Flur: 8, Flurstück: 208                                 |                                                     |         | 8949 DDB   |
| Grabmal Familie Hügel                                           | Grabmal Familie Hügel                                            | Alter Darmstädter Friedhof III M 91/92 Flur: 8, Flurstück: 208                              |                                                     |         | 8950 DDB   |
| Direkt Bild zu diesem Denkmal hochladen                         | Grabmal Reeg                                                     | Alter Darmstädter Friedhof III M 109a Flur: 8, Flurstück: 208                               |                                                     |         | 8951 DDB   |
| Grabmal Heinrich Schmitz                                        | Grabmal Heinrich Schmitz                                         | Alter Darmstädter Friedhof III Mauer 8 Flur: 8, Flurstück: 208                              |                                                     |         | 8922 DDB   |
| Grabmal von Herget/van der Elst                                 | Grabmal von Herget/van der Elst                                  | Alter Darmstädter Friedhof III Mauer 22 Flur: 8, Flurstück: 208                             |                                                     |         | 8923 DDB   |
| weitere Bilder                                                  | Grabmal Robert Cauer der Jüngere                                 | Alter Darmstädter Friedhof III Mauer 46 LageFlur: 8, Flurstück: 208                         |                                                     |         | 8924 DDB   |
| weitere Bilder                                                  | Grabmal Albrecht Ohly                                            | Alter Darmstädter Friedhof III Mauer 77 Flur: 8, Flurstück: 208                             |                                                     |         | 12599 DDB  |
| Grabmal Johann Heinrich Emanuel Merck                           | Grabmal Johann Heinrich Emanuel Merck                            | Alter Darmstädter Friedhof III Mauer 92 Flur: 8, Flurstück: 208                             |                                                     |         | 12600 DDB  |
| Grabmal Emmy Merck, Dr. Louis Merck                             | Grabmal Emmy Merck, Dr. Louis Merck                              | Alter Darmstädter Friedhof III Mauer 93 Flur: 8, Flurstück: 208                             |                                                     | 1904    | 8927 DDB   |
| Grabmal Koehler/Rummel                                          | Grabmal Koehler/Rummel                                           | Alter Darmstädter Friedhof III Mauer 106/106a Flur: 8, Flurstück: 208                       | Doppelgrabstätte                                    |         | 8928 DDB   |
| Grabmal Dubois/Hügel                                            | Grabmal Dubois/Hügel                                             | Alter Darmstädter Friedhof III Mauer 113 Flur: 8, Flurstück: 208                            |                                                     |         | 926341 DDB |
| Grabmal Susanne Hoffmann                                        | Grabmal Susanne Hoffmann                                         | Alter Darmstädter Friedhof III Mauer 118 Flur: 8, Flurstück: 208                            |                                                     | 1902    | 12597 DDB  |
| Grabmal von Stockhausen                                         | Grabmal von Stockhausen                                          | Alter Darmstädter Friedhof III Mauer 129 Flur: 8, Flurstück: 208                            |                                                     |         | 12598 DDB  |
| Grabmal Müller                                                  | Grabmal Müller                                                   | Alter Darmstädter Friedhof III Mauer 132 Flur: 8, Flurstück: 208                            |                                                     |         | 8931 DDB   |
| Grabmal Engelbrecht                                             | Grabmal Engelbrecht                                              | Alter Darmstädter Friedhof III Mauer 158 (Rückseite von I Mauer 33) Flur: 8, Flurstück: 208 |                                                     |         | 8932 DDB   |
| Direkt Bild zu diesem Denkmal hochladen                         | Grabstätte                                                       | Alter Darmstädter Friedhof III Mauer 162 Flur: 8, Flurstück: 208                            |                                                     |         | 8933 DDB   |
| Marmorgrabmal                                                   | Marmorgrabmal                                                    | Alter Darmstädter Friedhof III Mauer 169 Flur: 8, Flurstück: 208                            |                                                     |         | 8934 DDB   |
| Direkt Bild zu diesem Denkmal hochladen                         | Grabmal                                                          | Alter Darmstädter Friedhof III Mauer 186 Flur: 8, Flurstück: 208                            |                                                     |         | 8935 DDB   |
| Direkt Bild zu diesem Denkmal hochladen                         | Grabmal Schneider/Neumann                                        | Alter Darmstädter Friedhof II P 74 Flur: 8, Flurstück: 208                                  |                                                     |         | 926339 DDB |
| Direkt Bild zu diesem Denkmal hochladen                         | Grabmal von Nordeck zur Rabenau                                  | Alter Darmstädter Friedhof I Mauer 7 (Rückseite III Mauer 184) Flur: 8, Flurstück: 208      |                                                     |         | 8872 DDB   |
| Direkt Bild zu diesem Denkmal hochladen                         | Grabmal                                                          | Alter Darmstädter Friedhof I Mauer 33 Flur: 8, Flurstück: 208                               |                                                     | um 1907 | 8873 DDB   |
| Direkt Bild zu diesem Denkmal hochladen                         | Grabmal Bernhard Huth                                            | Alter Darmstädter Friedhof I Mauer 37 Flur: 8, Flurstück: 208                               |                                                     | 1843    | 8874 DDB   |
| Direkt Bild zu diesem Denkmal hochladen                         | Grabmal zu Fürstenstein                                          | Alter Darmstädter Friedhof I Mauer 58–60 Flur: 8, Flurstück: 208                            |                                                     |         | 8875 DDB   |
| Direkt Bild zu diesem Denkmal hochladen                         | Grabmal Familie Schenck                                          | Alter Darmstädter Friedhof I Mauer 67 Flur: 8, Flurstück: 208                               |                                                     | um 1865 | 8876 DDB   |
| Direkt Bild zu diesem Denkmal hochladen                         | Grabmal Gustav von Römheld                                       | Alter Darmstädter Friedhof I Mauer 81a Flur: 8, Flurstück: 208                              |                                                     |         | 926346 DDB |
| Direkt Bild zu diesem Denkmal hochladen                         | Grabmal Riedesel zu Eisenbach                                    | Alter Darmstädter Friedhof I Mauer 104/105 Flur: 8, Flurstück: 208                          |                                                     | 1871    | 8877 DDB   |
| Direkt Bild zu diesem Denkmal hochladen                         | Grabmal von Biegeleben                                           | Alter Darmstädter Friedhof I Mauer 110 Flur: 8, Flurstück: 208                              |                                                     | 1842    | 8878 DDB   |
| Grabmal Heinrich von Gagern (1799–1880)                         | Grabmal Heinrich von Gagern (1799–1880)                          | Alter Darmstädter Friedhof I Mauer 111 Flur: 8, Flurstück: 208                              |                                                     |         | 8879 DDB   |
| Direkt Bild zu diesem Denkmal hochladen                         | Grabmal Hensler                                                  | Alter Darmstädter Friedhof I Mauer 122 Flur: 8, Flurstück: 208                              |                                                     |         | 8880 DDB   |
| Direkt Bild zu diesem Denkmal hochladen                         | Grabmal Familien Merck und Hoffmann                              | Alter Darmstädter Friedhof I Mauer 123/124 Flur: 8, Flurstück: 208                          |                                                     | 1830    | 8881 DDB   |
| Direkt Bild zu diesem Denkmal hochladen                         | Grabmal vormals Westerweller heute Priester des Deutschen Ordens | Alter Darmstädter Friedhof I Mauer 129/130 Flur: 8, Flurstück: 208                          |                                                     |         | 8882 DDB   |
| Direkt Bild zu diesem Denkmal hochladen                         | Grabmal Landgraf Christian zu Hessen                             | Alter Darmstädter Friedhof I Mauer 133 Flur: 8, Flurstück: 208                              |                                                     |         | 8883 DDB   |
| Direkt Bild zu diesem Denkmal hochladen                         | Grabmal du Bois du Thil                                          | Alter Darmstädter Friedhof I Mauer 135 Flur: 8, Flurstück: 208                              |                                                     | 1859    | 8884 DDB   |
| Direkt Bild zu diesem Denkmal hochladen                         | Grabmal von Wedekind                                             | Alter Darmstädter Friedhof I Mauer 140 Flur: 8, Flurstück: 208                              |                                                     | 1831    | 8885 DDB   |
| Direkt Bild zu diesem Denkmal hochladen                         | Grabmal Georg Moller                                             | Alter Darmstädter Friedhof I Mauer 141 Flur: 8, Flurstück: 208                              |                                                     |         | 8886 DDB   |
| Direkt Bild zu diesem Denkmal hochladen                         | Grabmal der Familien Hax und Beck                                | Alter Darmstädter Friedhof I Mauer 148 Flur: 8, Flurstück: 208                              |                                                     |         | 8887 DDB   |
| Direkt Bild zu diesem Denkmal hochladen                         | Grabmal der Familien Merck und Habicht                           | Alter Darmstädter Friedhof I Mauer 155/156 Flur: 8, Flurstück: 208                          |                                                     | 1835    | 8888 DDB   |
| Direkt Bild zu diesem Denkmal hochladen                         | Grabmal Johann Christph Hert und Ludwig Julius Friedrich Höpfner | Alter Darmstädter Friedhof I Mauer 163 Flur: 8, Flurstück: 208                              |                                                     |         | 8889 DDB   |
| Direkt Bild zu diesem Denkmal hochladen                         | Grabanlage Köhler/Walter                                         | Alter Darmstädter Friedhof IV B 62 Flur: 8, Flurstück: 208                                  |                                                     |         | 8960 DDB   |
| Direkt Bild zu diesem Denkmal hochladen                         | Grabmal Arnold                                                   | Alter Darmstädter Friedhof IV B 63 Flur: 8, Flurstück: 208                                  |                                                     |         | 8961 DDB   |
| Direkt Bild zu diesem Denkmal hochladen                         | Grabmal Bauer                                                    | Alter Darmstädter Friedhof IV B 65 Flur: 8, Flurstück: 208                                  |                                                     |         | 8964 DDB   |
| weitere Bilder                                                  | Grabmal Joseph Maria Olbrich                                     | Alter Darmstädter Friedhof IV C 11 Flur: 8, Flurstück: 208                                  |                                                     |         | 12602 DDB  |
| Direkt Bild zu diesem Denkmal hochladen                         | Grabmal Doering                                                  | Alter Darmstädter Friedhof IV F 51 Flur: 8, Flurstück: 208                                  |                                                     |         | 8966 DDB   |
| Direkt Bild zu diesem Denkmal hochladen                         | Grabmal Walter                                                   | Alter Darmstädter Friedhof IV F 118 Flur: 8, Flurstück: 208                                 |                                                     | 1903    | 8965 DDB   |
| Direkt Bild zu diesem Denkmal hochladen                         | Grabmal Albert Eilers                                            | Alter Darmstädter Friedhof IV H 24 Flur: 8, Flurstück: 208                                  |                                                     |         | 926345 DDB |
| Direkt Bild zu diesem Denkmal hochladen                         | Grabmal Ludwig Alter                                             | Alter Darmstädter Friedhof IV Mauer 27 Flur: 8, Flurstück: 208                              |                                                     | 1908    | 8952 DDB   |
| Direkt Bild zu diesem Denkmal hochladen                         | Grabmal Pistor                                                   | Alter Darmstädter Friedhof IV Mauer 31/32 Flur: 8, Flurstück: 208                           |                                                     | 1909    | 8953 DDB   |
| Direkt Bild zu diesem Denkmal hochladen                         | Grabmal Philipp Friedrich                                        | Alter Darmstädter Friedhof IV Mauer 34 Flur: 8, Flurstück: 208                              |                                                     | 1910    | 8954 DDB   |
| Direkt Bild zu diesem Denkmal hochladen                         | Grabmal Alexander Koch und Well Habicht                          | Alter Darmstädter Friedhof IV Mauer 89 Flur: 8, Flurstück: 208                              |                                                     |         | 8955 DDB   |
| Direkt Bild zu diesem Denkmal hochladen                         | Grabmal Gottfried Schwab                                         | Alter Darmstädter Friedhof IV Mauer 116 Flur: 8, Flurstück: 208                             |                                                     | 1903    | 8956 DDB   |
| Direkt Bild zu diesem Denkmal hochladen                         | Grabmal Erwin Marx                                               | Alter Darmstädter Friedhof IV Mauer 123 Flur: 8, Flurstück: 208                             |                                                     |         | 8958 DDB   |
| Direkt Bild zu diesem Denkmal hochladen                         | Grabmal Hermann Rückert                                          | Alter Darmstädter Friedhof IV Mauer 128 Flur: 8, Flurstück: 208                             |                                                     |         | 8957 DDB   |
| Direkt Bild zu diesem Denkmal hochladen                         | Grabmal                                                          | Alter Darmstädter Friedhof IV Mauer 144 Flur: 8, Flurstück: 208                             |                                                     |         | 8959 DDB   |
| Direkt Bild zu diesem Denkmal hochladen                         | Grabmal Jean Dischinger                                          | Alter Darmstädter Friedhof IV Mauer 161/162 Flur: 8, Flurstück: 208                         |                                                     |         | 8962 DDB   |
| Direkt Bild zu diesem Denkmal hochladen                         | Grabmal Traiser                                                  | Alter Darmstädter Friedhof Rondell III Flur: 8, Flurstück: 208                              |                                                     |         | 926343 DDB |
| Direkt Bild zu diesem Denkmal hochladen                         | Sandsteinurnen                                                   | Alter Darmstädter Friedhof Rondell I Teil C Flur: 8, Flurstück: 208                         |                                                     |         | 8890 DDB   |
| Direkt Bild zu diesem Denkmal hochladen                         | Sandsteinurnen                                                   | Alter Darmstädter Friedhof Rondell I Teil F Flur: 8, Flurstück: 208                         |                                                     |         | 8891 DDB   |
| Direkt Bild zu diesem Denkmal hochladen                         | Sandsteingrabmäler                                               | Alter Darmstädter Friedhof Rondell I Teil G Flur: 8, Flurstück: 208                         |                                                     |         | 8892 DDB   |

#### Komponistenviertel
| Bild | Bezeichnung                                        | Lage | Beschreibung                      | Bauzeit | Objekt-Nr. |
| --- | -------------------------------------------------- | --- | --------------------------------- | ------- | ---------- |
| Haus Rosignol | Haus Rosignol                                      | August-Buxbaum-Anlage 4 LageFlur: 11, Flurstück: 4/3 |                                   | 1912    | 8761 DDB   |
| denkmalgeschütztes Gebäude in Darmstadt, Brahmsweg 8. Ehemaliges Gartenhaus/Gästehaus der Villa Breitwiesenweg von Heinrich von Hügel | Villa                                              | Brahmsweg 8 LageFlur: 11, Flurstück: 33/16 |                                   | um 1890 | 8762 DDB   |
| Bild gesucht BW | Wohnhaus                                           | Briegelweg 1 LageFlur: 29, Flurstück: 356/1 |                                   | 1911/12 | 8763 DDB   |
| Haus Müller | Haus Müller                                        | Dieburger Straße 194 LageFlur: 29, Flurstück: 7/27 |                                   | 1913    | 8766 DDB   |
| Bild gesucht BW | Altenwohnanlage                                    | Dieburger Straße 199b, 199d, 199f LageFlur: 10, Flurstück: 56/3 | Gesamtanlage Dieburger Straße 199 |         | 926043 DDB |
| Haus Wilbrand | Haus Wilbrand                                      | Dieburger Straße 199 LageFlur: 10, Flurstück: 56/3 |                                   | 1913    | 8767 DDB   |
| Bild gesucht BW | Planerhof                                          | Dieburger Straße 216 LageFlur: 29, Flurstück: 12/10 |                                   | 1950    | 8768 DDB   |
| Planstatt | Planstatt                                          | Dieburger Straße 218 LageFlur: 29, Flurstück: 13/27 |                                   | 1958    | 8769 DDB   |
| Ehem. Restaurant Zum Heiligkreuzberg, Hauptgebäude                                                                                    | Ehem. Restaurant Zum Heiligkreuzberg, Hauptgebäude | Dieburger Straße 234 LageFlur: 29, Flurstück: 4/2 |                                   | um 1900 | 8771 DDB   |
| Ehem. Restaurant Zum Heiligkreuzberg, Remise                                                                                          | Ehem. Restaurant Zum Heiligkreuzberg, Remise       | Dieburger Straße 234 LageFlur: 29, Flurstück: 4/2 |                                   | um 1900 | 8771 DDB   |
| Sogenannte Villa Monrepos | Sogenannte Villa Monrepos                          | Flotowstraße 2 LageFlur: 11, Flurstück: 65/2 |                                   | 1902/03 | 8772 DDB   |
| Glasmosaik (denkmalgeschützt) von Hans Ernst Vogel am Haus in Darmstadt, Flotowstraße 31                                              | Glasmosaik Haus Ernst Vogel                        | Flotowstraße 31 LageFlur: 29, Flurstück: 44/2 |                                   | 1950/51 | 8773 DDB   |
| weitere Bilder | Wohnhaus                                           | Heinrich-Rinck-Weg 1 LageFlur: 11, Flurstück: 74/8 |                                   | 1921/22 | 12591 DDB  |
| Haus Diefenthäler | Haus Diefenthäler                                  | Heinrich-Rinck-Weg 2 LageFlur: 11, Flurstück: 84/5 |                                   | 1910    | 12592 DDB  |
| Wohnhaus | Wohnhaus                                           | Heinrich-Rinck-Weg 3 LageFlur: 11, Flurstück: 74/7 |                                   | 1921/22 | 8775 DDB   |
| Wohnhaus | Wohnhaus                                           | Heinrich-Rinck-Weg 5 LageFlur: 11, Flurstück: 74/5, 74/6 |                                   | 1911    | 12593 DDB  |
| Bild gesucht BW | Gesamtanlage Richard-Wagner-Weg                    | Richard-Wagner-Weg 26, 28, 32, 34, 36, 40, 41, 42, 43, 44, 45, 46, 48, Am Breitwiesenberg 21, 23, 25, Heinrich-Rinck-Weg 1, 2, 3, 5, Heinz-Heim-Weg 3, 5, Im Emser 3, 5, 7 LageFlur: 11, Flurstück: |                                   |         | 8780 DDB   |
| Haus Kemmer | Haus Kemmer                                        | Richard-Wagner-Weg 26 LageFlur: 11, Flurstück: 88/5 |                                   | 1910    | 8781 DDB   |
| Haus Koban | Haus Koban                                         | Richard-Wagner-Weg 28 LageFlur: 11, Flurstück: 88/3 |                                   | 1926    | 8782 DDB   |
| Haus Wedler | Haus Wedler                                        | Richard-Wagner-Weg 34 LageFlur: 11, Flurstück: 87/1–4 |                                   | 1910/11 | 8783 DDB   |
| Haus Kotzenberg | Haus Kotzenberg                                    | Richard-Wagner-Weg 36 LageFlur: 11, Flurstück: 86/3 |                                   | 1911/12 | 8784 DDB   |
| Haus Buxbaum | Haus Buxbaum                                       | Richard-Wagner-Weg 40 LageFlur: 11, Flurstück: 85/4 |                                   | 1909/10 | 8785 DDB   |
| Wohnhaus | Wohnhaus                                           | Richard-Wagner-Weg 43 LageFlur: 11, Flurstück: 43/5 |                                   | 1911    | 8786 DDB   |
| Denkmalgeschütztes Gebäude in Darmstadt Richard Wagner Weg 63                                                                         | Wohnhaus                                           | Richard-Wagner-Weg 63 LageFlur: 11, Flurstück: 58/3 |                                   | 1927/27 | 8787 DDB   |
| Denkmalgeschütztes Gebäude in Darmstadt Schwesternheim Schubertweg 1                                                                  | Schwesternwohnheim                                 | Schubertweg 1 LageFlur: 11, Flurstück: 37/6 |                                   | 1934    | 8788 DDB   |
| Bild gesucht BW | Gartenhaus                                         | Schubertweg 5 LageFlur: 11, Flurstück: 41/11 |                                   |         | 8790 DDB   |
| Bild gesucht BW | Kegelbahn                                          | Schubertweg 11 LageFlur: 11, Flurstück: 41/7 |                                   | um 1870 | 8791 DDB   |
| Künstlerhaus Vahle | Künstlerhaus Vahle                                 | Schumannstraße 11 LageFlur: 29, Flurstück: 1/11 |                                   | 1961    | 926042 DDB |

#### Mathildenhöhe
| Bild                                                             | Bezeichnung                                                        | Lage | Beschreibung | Bauzeit      | Objekt-Nr. |
| ---------------------------------------------------------------- | ------------------------------------------------------------------ | --- | --- | ------------ | ---------- |
| Gottfried-Schwab-Denkmal                                         | Gottfried-Schwab-Denkmal                                           | Alexandraweg LageFlur: 2, Flurstück: 79/1 | | 1905         | 8981 DDB   |
| Ernst-Ludwig-Brunnen                                             | Ernst-Ludwig-Brunnen                                               | Alexandraweg LageFlur: 2, Flurstück: 90/3 | | 1959         | 8982 DDB   |
| weitere Bilder                                                   | Lilienbecken                                                       | Alexandraweg, Nikolaiweg LageFlur: 2, Flurstück: 82/1 | | 1914         | 9005 DDB   |
| weitere Bilder                                                   | Schwanentempel                                                     | Alexandraweg LageFlur: 2, Flurstück: 79/1 | | 1914         | 9004 DDB   |
| weitere Bilder                                                   | Brunnenanlage                                                      | Alexandraweg LageFlur: 2, Flurstück: 89 | | 1901         | 8979 DDB   |
| weitere Bilder                                                   | Gesamtanlage Mathildenhöhe                                         | Alexandraweg 1–31, 32–38 (grd.), Eugen-Bracht-Weg 6, Europaplatz 1, Fiedlerweg 14, Mathildenhöhweg 2, Nikolaiweg 1–18, Olbrichweg 8–23, Prinz-Christians-Weg 1–25, Stiftstraße 6, 10, 12 Lage                | Der ehemalige Großherzogliche Hofgarten wurde nach Plänen von Karl Hoffmann von 1897 mit einer Künstlerkolonie überbaut. Zur ersten Ausstellung der Künstlerkolonie 1901 waren am Westhang bereits einige Wohnhäuser errichtet worden. |              | 9002 DDB   |
| Haus Kaiser                                                      | Haus Kaiser                                                        | Alexandraweg 6 LageFlur: 2, Flurstück: 28/1 | | 1903         | 8969 DDB   |
| Einfriedung                                                      | Einfriedung                                                        | Alexandraweg 7 LageFlur: 2, Flurstück: 24/1 | |              | 8970 DDB   |
| Haus Pützer                                                      | Haus Pützer                                                        | Alexandraweg 8 LageFlur: 2, Flurstück: 25/1 | | 1910         | 8971 DDB   |
| Eingangsportal des ehem. Hauses Römheld                          | Eingangsportal des ehem. Hauses Römheld                            | Alexandraweg 14 LageFlur: 2, Flurstück: 58/1 | | 1899         | 8972 DDB   |
| weitere Bilder                                                   | Haus Behrens                                                       | Alexandraweg 17, Eugen-Bracht-Weg LageFlur: 2, Flurstück: 1520, 1536/2, 78/4 | | 1901         | 8973 DDB   |
| weitere Bilder                                                   | Haus Hans Glückert (I)                                             | Alexandraweg 23 LageFlur: 2, Flurstück: 94/1 | | 1901         | 8974 DDB   |
| Kleines Haus Glückert (II)                                       | Kleines Haus Glückert (II)                                         | Alexandraweg 25 LageFlur: 2, Flurstück: 95/3 | | 1901         | 8975 DDB   |
| Haus Habich                                                      | Haus Habich                                                        | Alexandraweg 27 LageFlur: 2, Flurstück: 96/1 | | 1900/01      | 8977 DDB   |
| weitere Bilder                                                   | Haus Olbrich                                                       | Alexandraweg 28 LageFlur: 2, Flurstück: 88/1 | | 1900/01      | 8978 DDB   |
| Wohnhaus                                                         | Wohnhaus                                                           | Beckstraße 8 LageFlur: 9, Flurstück: 256/3 | | Um 1870      | 8983 DDB   |
| weitere Bilder                                                   | Alice-Hospital                                                     | Dieburger Straße 31 LageFlur: 2, Flurstück: 183/10 | | 1935/36      | 8984 DDB   |
| weitere Bilder                                                   | Villa                                                              | Dieburger Straße 55 LageFlur: 2, Flurstück: 179 | | 1888         | 8987 DDB   |
| Bild gesucht BW                                                  | Ehemalige Brauereikeller der Brauerei Karl Frey                    | Dieburger Straße 73, 75 LageFlur: 2, Flurstück: 159/4, 161/4 | |              | 926109 DDB |
| Bild gesucht BW                                                  | Ehemalige Brauereikeller der Brauereien H. Schul und J. Dischinger | Dieburger Straße 77, 85, 87 LageFlur: 2, Flurstück: 159/13, 159/3 | |              | 926110 DDB |
| weitere Bilder                                                   | Felsenkeller mit Futtermauer                                       | Dieburger Straße 85, 87, 97 LageFlur: 2, Flurstück: 155/6, 155/8, 156/13 | | 19. Jh.      | 8988 DDB   |
| Sogenanntes Feierabendhaus                                       | Sogenanntes Feierabendhaus                                         | Erbacher Straße LageFlur: 1, Flurstück: 1924/2 | | 1898         | 8990 DDB   |
| Straßenpflaster                                                  | Straßenpflaster                                                    | Erbacher Straße LageFlur: 2, Flurstück: 1560, 1561 | | 1897         | 926105 DDB |
| Vorderhaus                                                       | Wohnhaus                                                           | Erbacher Straße 4 LageFlur: 2, Flurstück: 241 | Vorderhaus und Hinterhaus | 1894/95      | 8989 DDB   |
| Bild gesucht BW                                                  | Erich-Ollenhauer-Promenade                                         | Erich-Ollenhauer-Promenade, Olbrichweg LageFlur: 2, Flurstück: 1517, 1544/2, 44/2, 51/1 | |              | 926168 DDB |
| Zwei Brunnen                                                     | Zwei Brunnen                                                       | Erich-Ollenhauer-Promenade LageFlur: 2, Flurstück: 1515/1 | |              | 926107 DDB |
| Villa Ostermann, Alfred-Messel-Haus                              | Villa Ostermann, Alfred-Messel-Haus                                | Eugen-Bracht-Weg 6 LageFlur: 2, Flurstück: 64/2 | | 1908         | 8994 DDB   |
| Bild gesucht BW                                                  | Felsenkeller                                                       | Fiedlerweg 20 LageFlur: 2, Flurstück: 150/10 | | 19. Jh.      | 8997 DDB   |
| Heinrich-Jobst-Treppe                                            | Heinrich-Jobst-Treppe                                              | Heinrich-Jobst-Treppe LageFlur: 2, Flurstück: 1532 | |              | 952341 DDB |
| Elisabethenstift, Chirurgische Klinik                            | Elisabethenstift, Chirurgische Klinik                              | Landgraf-Georg-Straße 100 LageFlur: 1, Flurstück: 1923/7 | | 1929/30      | 9000 DDB   |
| Gesamtanlage Landgraf-Georg-Straße/Fiedlerweg                    | Gesamtanlage Landgraf-Georg-Straße/Fiedlerweg                      | Landgraf-Georg-Straße 142–150 (grd.), Fiedlerweg 1–7 (ugrd.) LageFlur: 9, Flurstück: | | 1928/29      | 9001 DDB   |
| weitere Bilder                                                   | Haus Deiters                                                       | Mathildenhöhweg 2 LageFlur: 2, Flurstück: 98/1, 98/2 | | 1901         | 9009 DDB   |
| Denkmalgeschütztes Gebäude in Darmstadt, Merckstraße 30          | Wohnhaus                                                           | Merckstraße 30 LageFlur: 1, Flurstück: 674/2 | | 1895         | 9010 DDB   |
| Haus Stegmüller                                                  | Haus Stegmüller                                                    | Nikolaiweg 1 LageFlur: 2, Flurstück: 33/4 | | 1925/26      | 9011 DDB   |
| weitere Bilder                                                   | Russische Kapelle St. Maria Magdalena                              | Nikolaiweg 18 LageFlur: 2, Flurstück: 80 | | 1897–99      | 9014 DDB   |
| Ateliergebäude mit Ateliergarten                                 | Ateliergebäude mit Ateliergarten                                   | Olbrichweg 10, Olbrichweg LageFlur: 2, Flurstück: 146/24, 146/28 | | 1914         | 9016 DDB   |
| weitere Bilder                                                   | Hochzeitsturm                                                      | Olbrichweg 11 LageFlur: 2, Flurstück: 82/1 | | 1907/08      | 9017 DDB   |
| weitere Bilder                                                   | Ernst-Ludwig-Haus mit Bildhauerateliers                            | Olbrichweg 13a LageFlur: 2, Flurstück: 83/2 | | 1901         | 8976 DDB   |
| Oberhessisches Haus                                              | Oberhessisches Haus                                                | Olbrichweg 15 LageFlur: 2, Flurstück: 118/1 | | 1901         | 9018 DDB   |
| Bild gesucht BW                                                  | Gartenhaus                                                         | Olbrichweg 15 LageFlur: 2, Flurstück: 118/1 | | 1910         | 9019 DDB   |
| Haus Sutter                                                      | Haus Sutter                                                        | Olbrichweg 19 LageFlur: 2, Flurstück: 121/3 | | 1908         | 9020 DDB   |
| weitere Bilder                                                   | Platanenhain                                                       | Platanenhain, Olbrichweg, Erich-Ollenhauer-Promenade LageFlur: 2, Flurstück: 144/2, 51/1, 52/1, 82/1 | | 1930er Jahre | 9003 DDB   |
| Mosaikpflaster                                                   | Mosaikpflaster                                                     | Prinz-Christians-Weg, Alexandraweg, Christiansenweg, Erbacher Straße, Eugen-Bracht-Weg, Mathildenhöhweg, Stiftstraße LageFlur: 2, Flurstück: 1510, 1511, 1514/1, 1520, 1522–1527, 1533/2, 1534, 1535, 1536/2 | |              | 952356 DDB |
| Denkmalgeschütztes Gebäude in Darmstadt-Prinz-Christians-Weg 2   | Dreihäusergruppe „Eckhaus“                                         | Prinz-Christians-Weg 2 LageFlur: 2, Flurstück: 9/1 | | 1904         | 9021 DDB   |
| Bild gesucht BW                                                  | Brunnen                                                            | Prinz-Christians-Weg 8 LageFlur: 2, Flurstück: 3/3 | |              | 952340 DDB |
| Wohnhaus                                                         | Wohnhaus                                                           | Prinz-Christians-Weg 11 LageFlur: 2, Flurstück: 72 | | 1922         | 952338 DDB |
| Haus Hubertus, Haus Diefenbach                                   | Haus Hubertus, Haus Diefenbach                                     | Prinz-Christians-Weg 13 LageFlur: 2, Flurstück: 73/2 | | 1928         | 9023 DDB   |
| Bild gesucht BW                                                  | Zwei Pflanzkübel                                                   | Prinz-Christians-Weg 22 LageFlur: 2, Flurstück: 99/1 | |              | 952339 DDB |
| Denkmalgeschütztes Gebäude in Darmstadt, Prinz-Christians-Weg 25 | Haus Kempin                                                        | Prinz-Christians-Weg 25 LageFlur: 2, Flurstück: 109/4 | | 1911         | 9024 DDB   |
| weitere Bilder                                                   | Ledigenheim, Ernst-Neufert-Haus                                    | Pützerstraße 6, 6a, 6b LageFlur: 2, Flurstück: 215/1 | | 1952–55      | 9025 DDB   |
| weitere Bilder                                                   | Ausstellungsgebäude                                                | Sabaisplatz 1 LageFlur: 2, Flurstück: 82/1 | | 1907/08      | 8996 DDB   |
| Wasserreservoir                                                  | Wasserreservoir                                                    | Sabaisplatz 1 LageFlur: 2, Flurstück: 82/1 | | 1877–80      | 8996 DDB   |
| Denkmalgeschütztes Gebäude in Darmstadt, Stiftstraße 12          | Dreihäusergruppe „Blaues Haus“                                     | Stiftstraße 12 LageFlur: 2, Flurstück: 11/1 | | 1903/04      | 9028 DDB   |
| weitere Bilder                                                   | Stiftskirche                                                       | Stiftstraße 12b LageFlur: 1, Flurstück: 1930/6 | | 1892/93      | 8993 DDB   |
| Toranlage                                                        | Toranlage                                                          | Wingertsbergstraße LageFlur: 9, Flurstück: 377 | |              | 926162 DDB |

#### Nachtweide
| Bild                                                    | Bezeichnung                         | Lage | Beschreibung | Bauzeit   | Objekt-Nr. |
| ------------------------------------------------------- | ----------------------------------- | --- | --- | --------- | ---------- |
| Sogenannter Tierbrunnen                                 | Sogenannter Tierbrunnen             | Am Alten Friedhof LageFlur: 8, Flurstück: 25                                                                                           | Jugendstilbrunnen des Frankfurter Bildhauers Anton Lussmann, gestiftet von der Familie Passet | 1907      | 9032 DDB   |
| Eisenbahnbrücke                                         | Eisenbahnbrücke                     | Böllenfalltorweg, Schulwiese, Eisenbahn, Am alten Hirtenhaus und ständige Weide LageFlur: 68, 70, Flurstück: 84/1, 84/2, 91/3, 11/2, 5 | | um 1870   | 926038 DDB |
| Darmbach-Portal                                         | Darmbach-Portal                     | Eisenbahn, Darmbach, Am alten Hirtenhaus und ständige Weide LageFlur: 25, 70, Flurstück: 71, 11/2, 22, 5                               | | um 1870   | 926037 DDB |
| TU-Lichtwiese Architekturfakultät                       | TU-Lichtwiese Architekturfakultät   | El-Lissitzky-Straße 1 LageFlur: 25, Flurstück: 45/21                                                                                   | | 1967–1969 | 926055 DDB |
| Villa                                                   | Villa                               | Kekuléstraße 2 LageFlur: 24, Flurstück: 5/3                                                                                            | 1913 nach Plänen des Architekten Wilhelm Koban für einen Vizeadmiral erbaut. Der erste Bewohner war Friedrich von Hombergk zu Vach. Die Villa besitzt ein mit stilisierten Schiffssteuerrädern verziertes Belvedere. Dach mit Biberschwanzziegeln als auch mit Schiefer gedeckt. |           | 9033 DDB   |
| Doppelhaus                                              | Doppelhaus                          | Kekuléstraße 4/6 LageFlur: 24, Flurstück: 5/4, 5/9                                                                                     | 1912–1913 nach Plänen von Carl Schembs im Landhausstil erbaut. Walmdach mit Biberschwanz-Deckung und Fledermausgauben. |           | 9034 DDB   |
| Denkmalgeschütztes Gebäude in Darmstadt, Kekuléstraße 5 | Wohnhaus                            | Kekuléstraße 5 LageFlur: 24, Flurstück: 41/7                                                                                           | |           | 9035 DDB   |
| Portal Hochschulstadion                                 | Portal Hochschulstadion             | Lichtwiesenweg 3, 5 LageFlur: 24, Flurstück: 18/18                                                                                     | |           | 9037 DDB   |
| Hochschulstadion                                        | Hochschulstadion                    | Lichtwiesenweg 5, Nieder-Ramstädter Straße LageFlur: 24, Flurstück: 18/18, 27/7                                                        | Für die Studentenolympiade 1930 errichtet | 1922      | 9038 DDB   |
| weitere Bilder                                          | Schwimmbecken                       | Lichtwiesenweg 5, Nieder-Ramstädter Straße LageFlur: 24, Flurstück: 18/20                                                              | | 1928      | 9038 DDB   |
| Bild gesucht BW                                         | Tribüne                             | Lichtwiesenweg 5, Nieder-Ramstädter Straße LageFlur: 24, Flurstück: 18/20                                                              | |           | 9038 DDB   |
| Bild gesucht BW                                         | Sogenanntes Froschbecken            | Lichtwiesenweg 5, Nieder-Ramstädter Straße LageFlur: 24, Flurstück: 18/20                                                              | |           | 9038 DDB   |
| Bild gesucht BW                                         | Umkleiden                           | Lichtwiesenweg 5, Nieder-Ramstädter Straße LageFlur: 24, Flurstück: 18/20                                                              | |           | 9038 DDB   |
| Studentendorf                                           | Studentendorf                       | Lichtwiesenweg 9 LageFlur: 24, Flurstück: 18/7                                                                                         | | 1959      | 9039 DDB   |
| weitere Bilder                                          | Georg-Büchner-Schule                | Nieder-Ramstädter-Straße 120, Lichtwiesenweg LageFlur: 8, Flurstück: 210/8, 214/2                                                      | |           | 9041 DDB   |
| Wohnhaus                                                | Wohnhaus                            | Nieder-Ramstädter-Straße 152 LageFlur: 24, Flurstück: 5/2                                                                              | 1913 nach Plänen des Architekten Wilhelm Koban für Baron von Sutter erbaut. Zweigeschossiges Wohnhaus mit weit heruntergezogenem biberschwanzgedecktem Mansarddach. Bemerkenswert die Fenster, die im Giebel erkerähnlich aus der verschindelten Fassade gewölbt sind, die verzierte Fensterbank unterhalb der Giebelfenster, die Fenstergitter, die Klappläden, Erker und die Dachgauben.  | 1913      | 9042 DDB   |
| Villa Treuenau                                          | Villa Treuenau                      | Nieder-Ramstädter-Straße 160 LageFlur: 24, Flurstück: 40/7                                                                             | Die zweigeschossige Villa Treuenau in Darmstadt, Nieder-Ramstädter Straße 160, besitzt ein biberschwanzgedecktes Dach mit einem Turm. Das Sockelgeschoss ist dunkel abgesetzt, die oberen Stockwerke und die Turmfassaden sind als Zierfachwerk ausgebildet und hell ausgefacht. Der Turm mit interessanter Turmspitze im oberen Teil mit Holz verschalt.                                   | 1900      | 9043 DDB   |
| weitere Bilder                                          | Böllenfalltorhalle                  | Nieder-Ramstädter-Straße 170b LageFlur: 24, Flurstück: 31/2, 31/3                                                                      | | 1965      | 950310 DDB |
| Haus Pfotenhauer                                        | Haus Pfotenhauer                    | Nieder-Ramstädter-Straße 190 LageFlur: 24, Flurstück: 47/9                                                                             | 1923 nach Plänen des Architekten Eugen Seibert erbaut. Mischung aus dem Traditionalismus im Villenbau der Jahrhundertwende und dem Historismus der späten Gründerzeit. Die zweigeschossige Villa besitzt ein biberschwanzgedecktes Mansarddach und eine symmetrische verputzte Fassade. Ungewöhnliche Details sind die Säulen, die Balkonbrüstung, die Fenstersprossen und das Eingangstor. | 1923      | 9044 DDB   |
| Maschinenbauhallen der TU Darmstadt                     | Maschinenbauhallen der TU Darmstadt | Ottilie-Bock-Straße 2, 6, Jovanka-Bontschits-Straße 3, 9, 11 LageFlur: 25, 69, Flurstück: 45/21, 1/6                                   | | 1973–1976 | 926406 DDB |
| Eisenbahnbrücke                                         | Eisenbahnbrücke                     | Schnampelweg, Ständige Weide und Wüsteberg, Eisenbahn LageFlur: 70, Flurstück: 11/2–4, 9/5                                             | |           | 926036 DDB |
| Einfamilienhaus                                         | Einfamilienhaus                     | Schwambstraße 55 LageFlur: 8, Flurstück: 179/21                                                                                        | | 1958–60   | 950313 DDB |

#### Oberfeld
| Bild                                              | Bezeichnung                                       | Lage | Beschreibung | Bauzeit | Objekt-Nr. |
| ------------------------------------------------- | ------------------------------------------------- | --- | ------------ | ------- | ---------- |
| Reithalle                                         | Reithalle                                         | Am heiligen Kreuz LageFlur: 28, Flurstück: 48/5                                                                                               |              | 1939    | 9048 DDB   |
| Bild gesucht BW                                   | Gesamtanlage Seitersweg                           | Am Löwentor, 13–25, 27, Am Oberfeld 22, Rosenhöhweg 23, 25, 27, Seitersweg 16, 20, 22, Wolfskehlstraße 124, 126 LageFlur: 28, Flurstück: 50/4 |              |         | 926044 DDB |
| Haus Grund                                        | Haus Grund                                        | Dieburger Straße 203 LageFlur: 28, Flurstück: 50/4, 50/5                                                                                      |              |         | 9046 DDB   |
| Bild gesucht BW                                   | Villa Flotow mit Park                             | Dieburger Straße 235, 241a, 211, Am heiligen Kreuz LageFlur: 28, Flurstück: 48/4, 48/5, 52/7, 55/6, 55/7, 71/3                                |              |         | 9047 DDB   |
| Bild gesucht BW                                   | Reithalle                                         | Dieburger Straße 241 LageFlur: 28, Flurstück: 59/3                                                                                            |              |         | 926353 DDB |
| Haus Hagenburg (Georg-Christoph-Lichtenberg-Haus) | Haus Hagenburg (Georg-Christoph-Lichtenberg-Haus) | Dieburger Straße 241 LageFlur: 28, Flurstück: 59/3                                                                                            |              |         | 9049 DDB   |
| Gesamtanlage ehemalige Großherzogliche Meierei    | Gesamtanlage ehemalige Großherzogliche Meierei    | Erbacher Straße 125 LageFlur: 9, Flurstück: 334/3, 334/4, 334/6, 334/10, 334/12, 334/17, 334/19, 334/21, 334/22, 335/1                        |              |         | 9490 DDB   |
| Gutshaus der Meierei                              | Gutshaus der Meierei                              | Erbacher Straße 125 LageFlur: 9, Flurstück: 334/6                                                                                             |              |         | 9050 DDB   |
| Wohnhaus der Meierei                              | Wohnhaus der Meierei                              | Erbacher Straße 125 LageFlur: 9, Flurstück: 334/21                                                                                            |              |         | 9050 DDB   |
| Wohnhaus der Meierei                              | Wohnhaus der Meierei                              | Erbacher Straße 125 LageFlur: 9, Flurstück: 334/3                                                                                             |              |         | 9050 DDB   |
| Gesamtanlage Arbeiterhäuser                       | Gesamtanlage Arbeiterhäuser                       | Erbacher Straße 138–150 LageFlur: 26, Flurstück: 1/1, 1/2, 1/3, 2/1, 2/2                                                                      |              |         | 9491 DDB   |
| Die drei Brunnen (2011)                           | Die drei Brunnen                                  | Unter den drei Brunnen (Erbacher Straße) LageFlur: 9, Flurstück: 330/2                                                                        |              |         | 9053 DDB   |
| Bild gesucht BW                                   | Kaverne in der Meiereibachwiese                   | Unter den drei Brunnen (Erbacher Straße 125) LageFlur: 9, Flurstück: 330/2                                                                    |              |         | 926053 DDB |
| Villa Bonte                                       | Villa Bonte                                       | Wolfskehlstraße 110 LageFlur: 10, Flurstück: 106/4                                                                                            |              |         | 9055 DDB   |

#### Ostwald
| Bild | Bezeichnung                      | Lage | Beschreibung | Bauzeit   | Objekt-Nr. |
| --- | -------------------------------- | --- | --- | --------- | ---------- |
| Klipsteingrab und Klipsteineiche | Klipsteingrab und Klipsteineiche | An der Ruthswiese LageFlur: 66, Flurstück: 1 | |           | 9067 DDB   |
| weitere Bilder | Bessunger Forsthaus              | Aschaffenburger Straße 200 LageFlur: 74, Flurstück: 1 | |           | 9059 DDB   |
| Bild gesucht BW | Römische Quellfassung            | Aschaffenburger Straße 200a LageFlur: 74, Flurstück: 2/4 | |           | 9060 DDB   |
| Forsthaus Böllenfalltor | Forsthaus Böllenfalltor          | Böllenfalltorweg LageFlur: 64, Flurstück: 1/2 | Zweigeschossige Holzwohnhaus stilistisch im Traditionalismus der Vorkriegszeit mit Remise, Architekt: Regierungsbaurat Emil Hofmann. Schlichten Baukörper mit symmetrischer Gliederung, eine markante waagrechte Stülpschalung sowie ein biberschwanzgedecktes Walmdach. | 1931–1933 | 9068 DDB   |
| Denkmalgeschützte Brücke im Ostwald in Darmstadt, Brunnersweg                                                                                  | Brücke                           | Brunnersweg LageFlur: 83, Flurstück: 20 | |           | 9063 DDB   |
| Steinkreuz | Steinkreuz                       | Der Franzosenberg (Aschaffenburger Straße K 141) LageFlur: 76, Flurstück: 14/1                                                                                  | |           | 926349 DDB |
| weitere Bilder | Oberwaldhaus                     | Dieburger Straße 257, 281 LageFlur: 82, Flurstück: 4/3, 5/2 | |           | 9064 DDB   |
| Bild gesucht BW | Gesamtanlage Einsiedel           | Dieburger Straße 261, 263, 274 LageFlur: 90, 91, Flurstück: 10/4, 10/6, 10/7, 10/8, 17/8, 17/9, 1/4, 1/5                                                        | |           | 9065 DDB   |
| Denkmalgeschütztes Gebäude, ehemaliges Lustschlösschen, heute Restaurant                                                                       | Gaststätte Einsiedel             | Dieburger Straße 263 LageFlur: 90, Flurstück: 10/4 | | um 1910   | 9066 DDB   |
| weitere Bilder | Menhiranlage                     | Die gezäunte Wiese, Die unterste Schöneich LageFlur: 74, Flurstück: 165, 166, 171                                                                               | |           | 65371 DDB  |
| Wall und Graben vom nachgebildeten Abschnitt der „Alten Landwehr“ an der Kreuzung „Bornschneise“ und „Steinsnickelweg“ im Darmstädter Ostwald. | Sogenannte Alte Landwehr         | Die Heegwiese, Wildscheuerteil, Unter dem Einsiedel und am hölzernen Kreuz, Steinsnickel, Spitz am Zaun LageFlur: 87, 88, 91, Flurstück: 1/1, 2/1, 3, 1, 7, 2/4 | mittelalterliche Schutzanlage der Grafen von Katzenelnbogen |           | 9058 DDB   |
| Bild gesucht BW | Odenwaldbahn (II)                | Eisenbahn, Schnampelweg, Odenwaldbahn, Böllenfalltorweg LageFlur: 66, 68, 70, 79, Flurstück: 31/1, 32/1, 83, 84/1, 84/2, 85/1, 11/2–4, 12/14                    | |           | 953596 DDB |
| Denkmalgeschütztes Brünnchen im Ostwald in Darmstadt, Berhardsbrünnchenweg                                                                     | Bernhardsbrünnchen               | Kellerwiesenschlag (Bernhardsbrünnchenweg 9) LageFlur: 81, Flurstück: 19                                                                                        | |           | 9062 DDB   |

#### Rosenhöhe
| Bild                               | Bezeichnung                        | Lage | Beschreibung | Bauzeit | Objekt-Nr. |
| ---------------------------------- | ---------------------------------- | --- | --- | ------- | ---------- |
| weitere Bilder                     | Löwentor                           | Bernhard-Sälzer-Platz LageFlur: 10, Flurstück: 138/2 | |         | 9073 DDB   |
| Künstlerhaus Kasimir Edschmid      | Künstlerhaus Kasimir Edschmid      | Edschmidweg 23 LageFlur: 10, Flurstück: 6/4 | |         | 926046 DDB |
| Künstlerhaus Gustav Rudolf Sellner | Künstlerhaus Gustav Rudolf Sellner | Edschmidweg 25 LageFlur: 10, Flurstück: 6/3 | |         | 926047 DDB |
| weitere Bilder                     | Eisenbahnbrücke                    | Eisenbahn (bei Seitersweg) LageFlur: 10, Flurstück: 111/2 | |         | 9083 DDB   |
| Mosaikpflaster                     | Mosaikpflaster                     | Erbacher Straße, Wolfskehlstraße LageFlur: 9, 10, Flurstück: 380, 382, 113, 6/16 | in der Wolfskehlstraße und in der Erbacher Straße unterhalb des Parks Rosenhöhe liegen keine Mosaikpflaster |         | 952354 DDB |
| weitere Bilder                     | Ostbahnhof                         | Erbacher Straße 87 LageFlur: 9, Flurstück: 339/21 | |         | 9070 DDB   |
| Teehäuschen                        | Teehäuschen                        | Ludwig-Engel-Weg 12, Park Rosenhöhe LageFlur: 10, Flurstück: 45/6 | |         | 9077 DDB   |
| Gartenhäuschen                     | Gartenhäuschen                     | Ludwig-Engel-Weg 35 LageFlur: 10, Flurstück: 22/13 | |         | 9076 DDB   |
| weitere Bilder                     | Spanischer Turm                    | Ludwig-Engel-Weg 60 LageFlur: 10, Flurstück: 32/57 | Am östlichen Rand der Rosenhöhe steht der Spanische Turm. Das Baujahr und der Zweck des Bauwerks sind nicht bekannt. Aufgrund eines gotischen Treppengiebels wird es dem Architekten Georg Moller zugeschrieben. |         | 9072 DDB   |
| Grabmal „Kniender Engel“           | Grabmal „Kniender Engel“           | Park Rosenhöhe LageFlur: 10, Flurstück: 45/6 | |         | 9078 DDB   |
| weitere Bilder                     | Neues Mausoleum                    | Prinz-Ludwig-Weg 10 LageFlur: 10, Flurstück: 45/1 | |         | 9079 DDB   |
| weitere Bilder                     | Altes Mausoleum                    | Prinz-Ludwig-Weg 14 LageFlur: 10, Flurstück: 43 | | 1826    | 9080 DDB   |
| Brunnenfassung                     | Brunnenfassung                     | Rosenhöhe LageFlur: 10, Flurstück: 6/20 | |         | 9086 DDB   |
| weitere Bilder                     | Park Rosenhöhe                     | Rosenhöhe, Zeyherweg, Von-der-Marwitz-Weg, Römheldweg 7a, Prinz-Ludwig-Weg 10, 14, Park Rosenhöhe, Ludwig-Engel-Weg 12, 35, 41, 42, 60, Hinter der Rosenhöhe, Edschmidweg 20 LageFlur: 10, Flurstück: 129/4, 178/4, 22/10, 22/13, 22/18, 22/19, 22/24, 22/26, 32/10, 32/45–48, 32/52, 32/55, 35/57, 43, 44/1, 45/1, 45/4, 45/6, 6/14, 6/20, 6/22, 6/8, 7/5 | |         | 9072 DDB   |
| Portalwappen                       | Portalwappen                       | Rosenhöhe LageFlur: 10, Flurstück: 6/20 | |         | 9085 DDB   |
| Bild gesucht BW                    | Wohnhaus                           | Seitersweg 17b LageFlur: 10, Flurstück: 94/14 | Wohnhaus mit Fragmenten des ehemaligen herrschaftlichen Teehäuschens von 1825. |         | 9084 DDB   |
| Pförtnerhäuschen Palais Rosenhöhe  | Pförtnerhäuschen Palais Rosenhöhe  | Wolfgang-Engelbrecht-Weg (Erbacher Straße) LageFlur: 10, Flurstück: 6/20 | |         | 9071 DDB   |

#### Woogsviertel
| Bild                                                                  | Bezeichnung                          | Lage | Beschreibung                   | Bauzeit       | Objekt-Nr. |
| --------------------------------------------------------------------- | ------------------------------------ | --- | ------------------------------ | ------------- | ---------- |
| Gesamtanlage Adolf-Spieß-Straße                                       | Gesamtanlage Adolf-Spieß-Straße      | Adolf-Spieß-Straße 4a, 4b, 8, Riedlingerstraße 4, 6, 8, Teichhausstraße 17, 19 LageFlur: 1, Flurstück: 725/1, 726/1, 727/1, 728/1                                                                                 |                                | 1929/1930     | 9089 DDB   |
| weitere Bilder                                                        | Botanischer Garten                   | Am Botanischen Garten, Schnittspahnstraße 5, Schnittspahnstraße, Roßdörfer Straße, Gundolfstraße 46, Gundolfstraße, Darmbach LageFlur: 9, Flurstück: 1/4, 20/10, 20/12, 2/2, 393, 395/2, 395/3, 397/1, 437/1, 5/3 |                                | 1874          | 926056 DDB |
| Ehemalige Straßenbrücke                                               | Ehemalige Straßenbrücke              | Am Botanischen Garten (am Breslauer Platz) LageFlur: 9, Flurstück: 397/1 |                                |               | 926056 DDB |
| Tor Botanischer Garten Darmstadt                                      | Tor Botanischer Garten Darmstadt     | Am Botanischen Garten (am Breslauer Platz) LageFlur: 9, Flurstück: 1/4 |                                |               | 926056 DDB |
| weitere Bilder                                                        | Gesamtanlage Großer Woog             | Beckstraße 25, 44, Landgraf-Georg-Straße 119, 121 LageFlur: 1, 9, Flurstück: |                                |               | 9093 DDB   |
| Darmbachtunnel Woogsdamm                                              | Darmbachtunnel Woogsdamm             | Darmbach (Woogsdamm) LageFlur: 1, Flurstück: 2142/1 |                                |               | 926156 DDB |
| Mosaikpflaster                                                        | Mosaikpflaster                       | Heidenreichstraße, Gundolfstraße LageFlur: 9, Flurstück: 349, 408 |                                |               | 952357 DDB |
| Portal der TSG                                                        | Portal der TSG                       | Heinrich-Fahr-Straße 42, 42a, 44 LageFlur: 9, Flurstück: 7/3, 7/7 |                                | 1930er Jahre  | 9095 DDB   |
| Wohnhausgruppe                                                        | Wohnhausgruppe                       | Heidenreichstraße 33–41 (ungrd.) LageFlur: 8, Flurstück: 141/1, 147/7 | Gesamtanlage Heidenreichstraße | 1956          | 926119 DDB |
| Gesamtanlage Hegemag-Block                                            | Gesamtanlage Hegemag-Block           | Heinrichstraße 130, Beckstraße 91, Kiesstraße 107–111 (ugrd.) LageFlur: 1, Flurstück: 1595/2 |                                | 1954          | 9097 DDB   |
| Mietwohngebäude                                                       | Mietwohngebäude                      | Heinrichstraße 152 LageFlur: 8, Flurstück: 153/6 |                                |               | 926115 DDB |
| Bild gesucht BW                                                       | Elly-Heuss-Knapp-Schule              | Kohlbergweg 1 LageFlur: 8, Flurstück: 193/1 |                                | 1953-1959     |            |
| Finanzamt                                                             | Finanzamt                            | Lindenhofstraße 15 LageFlur: 1, Flurstück: 732, 733/1 |                                | 1908/1934     | 9099 DDB   |
| weitere Bilder                                                        | Hallenbad, sogenanntes Jugendstilbad | Mercksplatz 1, Landgraf-Georg-Straße 25, 27 LageFlur: 1, Flurstück: 584/7, 592/2 |                                | 1907 bis 1909 | 9101 DDB   |
| MAN-Metallhaus                                                        | MAN-Metallhaus                       | Rehkopfweg 7 LageFlur: 8, Flurstück: 170/5 |                                | 1951          | 926116 DDB |
| Wohnhausgruppe                                                        | Wohnhausgruppe                       | Roßdörfer Straße 56–68 (grd.) LageFlur: 9, Flurstück: 125/1, 135/1 |                                | 1954          | 926121 DDB |
| Doppelhaus                                                            | Doppelhaus                           | Roßdörfer Straße 126/128 LageFlur: 9, Flurstück: 27/2, 27/5 |                                | 1930          | 9103 DDB   |
| Ehemalige Verwaltung                                                  | Ehemalige Verwaltung                 | Schnittspahnstraße 4 LageFlur: 79, Flurstück: 9/3 |                                | 1902          | 9105 DDB   |
| Gesamtanlage Soderstraße                                              | Gesamtanlage Soderstraße             | Inselstraße 14, 16, Soderstraße 103–111 (ungrd.) LageFlur: 9, Flurstück: 48/1, 48/2, 89/1, 90/1, 92/1, 93/1, 95/1                                                                                                 | Wohnblock                      |               | 926120 DDB |
| Denkmalgeschütztes Jugendstiltor in Darmstadt am Haus Soderstraße 112 | Tor                                  | Soderstraße 112 LageFlur: 9, Flurstück: 199/1 | Jugendstiltor                  | um 1900       | 9107 DDB   |
| Wohnhaus                                                              | Wohnhaus                             | Soderstraße 114 LageFlur: 9, Flurstück: 200/3 |                                | um 1900       | 9108 DDB   |
| Tankstelle                                                            | Tankstelle                           | Teichhausstraße 41 LageFlur: 1, Flurstück: 919/6 |                                | 1950er Jahre  | 9110 DDB   |